# 13 mars 1922
Le lundi 13 mars 1922 est le 72e jour de l'année 1922.

## Naissances
- George McCabe (mort le 14 janvier 2001), arbitre anglais de football.
- Józef Szajna (mort le 24 juin 2008), acteur polonais
- Karl Dietrich Bracher (mort le 19 septembre 2016), politologue allemand
- Odette Gartenlaub (morte le 19 septembre 2014), pianiste et compositrice française
- Prudent Carpentier, personnalité politique canadienne

## Décès
- Joseph Watson (né le 10 février 1873), industriel et homme politique britannique
- Mario Scalesi (né le 6 février 1892), poète français